# The Secrets of the Black Arts
A The Secrets of the Black Arts a svéd Dark Funeral black metal együttes, 1996-ban megjelent első lemeze. A kiadványt 2007-ben újra kiadták egy bónusz CD-vel, melyet Dan Swanö Unisound stúdiójában készítettek el.

## Számlista
1. The Dark Age Has Arrived (intro) - 0:16
2. The Secrets of the Black Arts - 3:42
3. My Dark Desires - 3:47
4. The Dawn No More Rises - 4:00
5. When Angels Forever Die - 4:07
6. The Fire Eternal - 3:55
7. Satan's Mayhem - 4:54
8. Shadows Over Transylvania - 3:41
9. Bloodfrozen - 4:21
10. Satanic Blood - 2:11 (Von cover)
11. Dark Are the Paths to Eternity (A Summoning Nocturnal) - 5:59

### Bónusz CD
1. Shadows Over Transylvania
2. Dawn No More Rises
3. Secrets of the Black Arts
4. Satans Mayhem
5. Bloodfrozen
6. My Dark Desires
7. Dark Are the Paths to Eternity (A Summoning Nocturnal)
8. Fire Eternal

## Közreműködők
- Lord Ahriman - Gitár
- David Parland - Gitár (vokál a 10-es számban)
- Themgoroth - Basszusgitár/Ének
- Equimanthorn - Dob